# Bastion de France
 (juin 2025).
Si vous disposez d'ouvrages ou d'articles de référence ou si vous connaissez des sites web de qualité traitant du thème abordé ici, merci de compléter l'article en donnant les références utiles à sa vérifiabilité et en les liant à la section « Notes et références ».
Le bastion de France ou bastion de Massacarès est un comptoir commercial fondé au XVIe siècle par des Français issus d'une famille corse installée en Afrique du Nord, près d'Annaba, en Algérie, près de la frontière algéro-tunisienne. Ce comptoir développe d'importantes relations commerciales avec Marseille.

## Fondation et prospérité des premiers temps

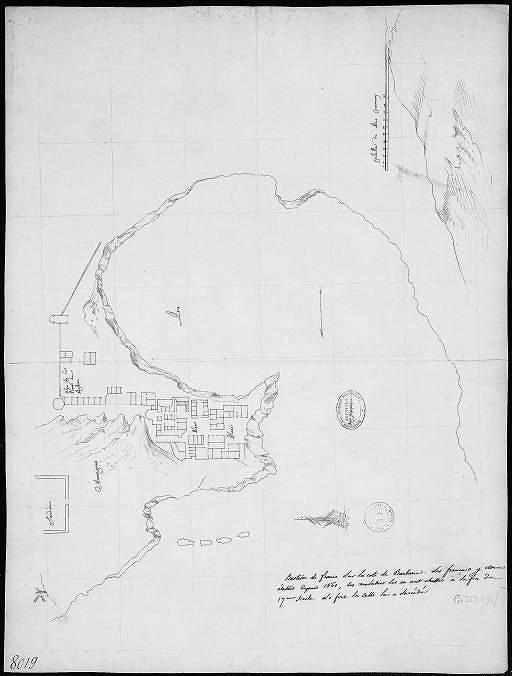
Bastion de France, dans la côte de Barbarie. Les Français y étaient établis depuis 1560, les maladies (?) les en ont chassés [sic] à la fin du XVIIe siècle. Le Fort de la Calle lui a succédé.

La famille Lenche – aliter Linche, Lencio, Lenciu – originaire de Morsiglia (cap Corse), s'était installée en Afrique du Nord. Thomas, quant à lui, s'établit à Marseille en 1533, vers l'âge de 23 ans.
En 1550, le dey d'Alger accorde à Thomas Lenche (v.1510-1568) le droit de pêcher le corail au Massacarès, près de Bône. L'année suivante, Henri II lui accorde le monopole de cette pêche (renouvelé en 1560 par Charles IX).
Pour développer son activité, Thomas fonde en 1552 sur le site proche de La Calle, le bastion de France, avec ses neveux, Visconte (v.1545-1580) et Antoine Lenche (v.1540-1588), et ses cousins corses de Morsiglia, de la famille Porrata. Il baptise sa compagnie de commerce la Magnifique Compagnie du corail.
L'activité commerciale de ce comptoir s'avère importante et son développement est spectaculaire : elle compte 250 pêcheurs répartis sur 50 navires. Les profits dégagés le sont tout autant: la livre de corail se vend 6 livres tournois (un pêcheur gagne 12 sols par livre de corail pêchée, soit l'exacte moitié d'une livre tournois). Le corail est un produit de luxe utilisé en orfèvrerie (confection des chapelets par exemple). Il est encore utilisé comme monnaie d'échange aux échelles du Levant, surtout à Alexandrie, contre des épices et de la soie.
Les Lenche diversifient leurs activités et deviennent des brasseurs d'affaires. Ils se positionnent comme des intermédiaires dans le commerce entre Alger et Marseille. Ils se lancent dans le trafic de contrebande pour approvisionner le dey en plomb, en fer et en armes (artillerie, poudre, munitions). En échange, ils reçoivent des chevaux arabes, des chiens, des faucons, et même une paire de lions. Ces présents sont destinés au gouverneur de Provence.

## De la réussite commerciale à l'ascension sociale
Tomasino obtient ses lettres de naturalité en 1553. Il rase sa maison (achetée en 1545) et construit un magnifique bâtiment (actuelle place de Lenche à Marseille).
Son honorabilité est telle, qu'il entre au conseil de ville (1558) et devient second consul de Marseille (1565). Il reçoit chez lui les ambassadeurs turcs en route vers la Cour. Il est capable de doter sa fille, unique il est vrai, de 24 000 livres. Elle épouse en 1565 Jean-Baptiste de Forbin, seigneur de Gardanne.
La prospérité se poursuit à la génération suivante. Le neveu de Thomas, Antoine, épouse le 23 février 1570 à Marseille, Jeanne de Bouquin, issue d'une famille de magistrats anoblis. Avec son frère Viscente, ils possèdent en 1588 la quatrième fortune de Marseille (140 000 livres) derrière « les Riquetti seigneurs de Mirabeau (trois cent mille écus), les Covet seigneurs de Marignane (300 000 milles écus) et les d'Albertas de Jouques. »
Antoine Lenche devient gouverneur du bastion de France (1568-1588). Du côté des affaires, Une seconde compagnie, du nom de Compagnie du corail, est fondée par un cousin (Orso-Santo Cipriani). Henri III confirme le monopole de la Magnifique compagnie (1582) et étend même les limites géographiques des zones de pêche à Bizerte (1584). C'est tout le littoral septentrional de la Tripolitaine qui est ainsi contrôlé par les compagnies des Lenche.

## Les temps incertains
Les premières difficultés ne sont pas économiques mais politiques. En effet, graves sont les conséquences des guerres de religion. Ennemis de la république de Gênes (alliée de l'Espagne), les Lenche soutiennent Henri III contre la Ligue catholique (favorable à l'Espagne). Du coup, les Corses vont jouer un rôle déterminant dans le soutien des intérêts de la monarchie française. Ce soutien ne se fait pas sans risque : Antoine Lenche est assassiné en 1588 par les ligueurs, au couvent de l'Observance, près du tombeau de son père, puis dépecé. Ses cousins germains Giovani, Paolo et Orlando de Porrata ramènent son corps à Morsiglia en l'église San Cipriano (1589).
En outre, la prospérité des Lenche est mise à mal par les vicissitudes politiques d'Afrique du Nord. En juin 1604, le bastion de France est détruit par la milice de Bône soutenue par les galères d'Alger du raïs Mourad. Les Lenche en appelle au roi Henri IV qui, par l'intermédiaire de son consul à Alger (M. de Vias) proteste. La réponse est sévère (le consul est roué de coups). Le gouverneur du bastion de France, Thomas II (fils d'Antoine), parvient à le faire restaurer.
Une nouvelle attaque est menée par les Algérois en 1615-1616. Le 14 mars 1616, le capitaine Jacques Vinciguerra (originaire de Bastia) appareille avec son fils pour rétablir le Bastion de France.
En 1619, épuisé par les reconstructions sans cesse répétées, Thomas II Lenche vend ses droits sur le bastion au duc de Guise, amiral et gouverneur de Provence. Il reçoit en échange une pension annuelle de 4 800 livres tournois.
En dépit de la création d'une troisième compagnie par un cousin (Nicolini) en 1586, au capital de 34 000 écus d'or, la Magnifique Compagnie du corail n'est plus ce qu'elle était à partir des années 1590. Les conflits d'héritage incessants entre les héritiers (les Forbin, les Mirabeau et les Ornano) ont considérablement contribué à la décision de Thomas de céder ses droits en 1619.

## Un nouveau départ?

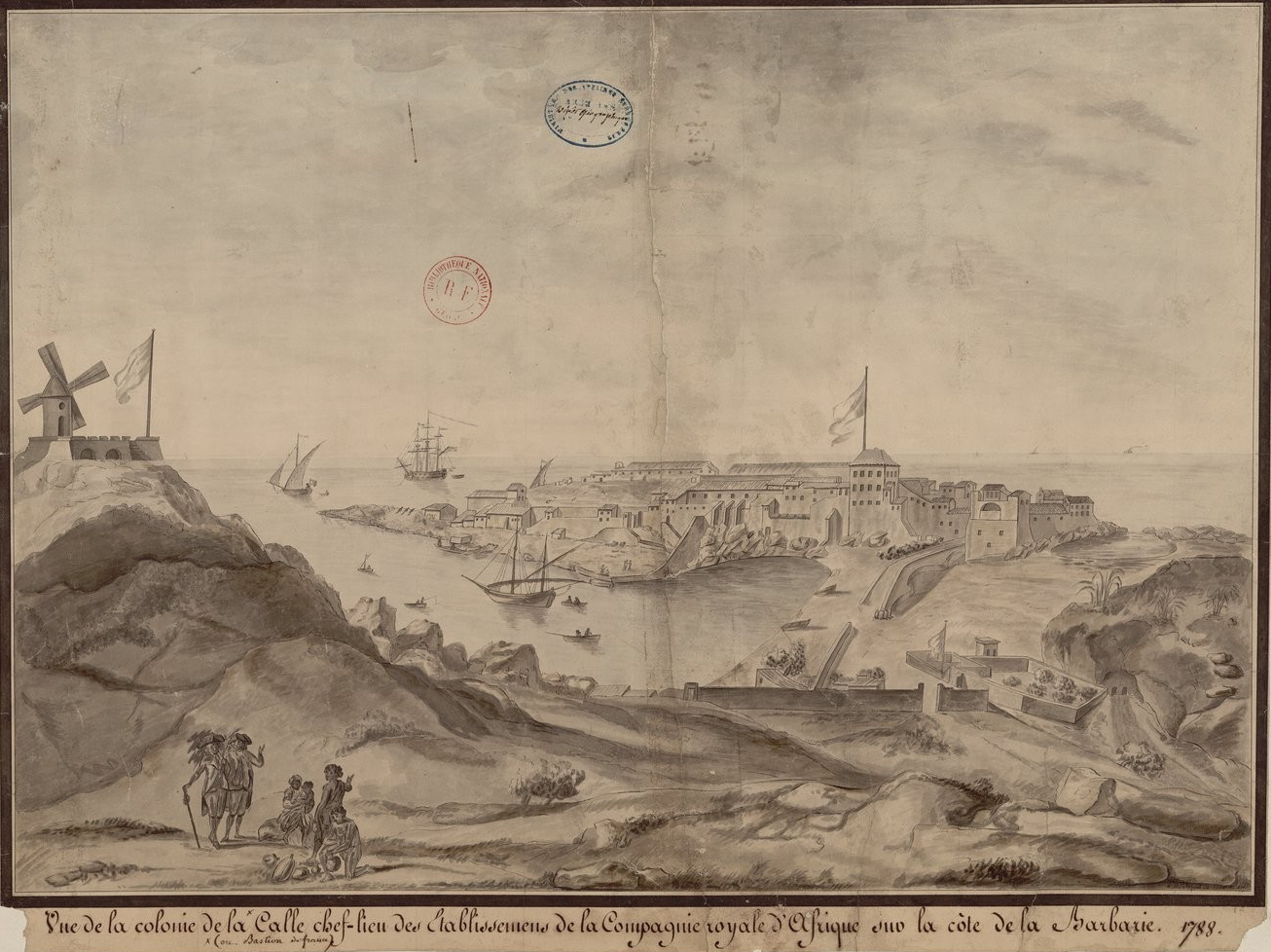
Vue de la colonie de La Calle, 1788. Au XVIIIe siècle, il n'y a plus d'entrepreneur commercial privé. Le bastion est passé sous le contrôle de la compagnie royale d'Afrique fondée en 1741 à Marseille.

Les relations entre le royaume de France et la régence d'Alger se normalisent à la fin des années 1620. Le 19 septembre 1628, Sanson Napollon, descendant des Lenche, signe le traité d'Alger par lequel la sécurité du commerce en Méditerranée est rétablie. Le 8 octobre suivant, le général des galères d'Alger fait savoir aux consuls de Marseille que « deux vestes d'honneur et de gloire » ont été offertes à Napollon par le pacha (l'empereur ottoman). Louis XIII paie 272 435 livres qui servent à payer le rachat d'esclaves, les frais de campagnes et des présents. Napollon relève les comptoirs de Bône, La Calle et le bastion de France. Outre la reprise de l'exploitation du corail, Sanson Napollon ouvre au cap Rose un comptoir pour le commerce du blé.
En 1631, le roi nomme Sanson Napollon gouverneur du Bastion de France qui relève dorénavant de la Couronne et non plus du duc de Guise. L'espoir d'un renouveau se fait sentir mais pour peu de temps. En 1633, Sanson Napollon est tué lors d'une attaque menée par les Génois.
En 1637, la nouvelle flotte française en méditerranée apparaît devant Alger et un certain nombre de navires algériens sont capturés. Ali Bitchin, général des galères algéroises et qui est à l'époque le corsaire le plus puissant de la ville d'Alger, décide alors de répondre en pillant et détruisant le bastion de France, La Calle ainsi que les installations du cap Rose. Lors de ce conflit, 300 hommes français ont été capturés ou tués.
Pendant un demi-siècle l'activité est suspendue. Elle reprend en 1684, après le bombardement d'Alger par l'amiral Duquesne (1683), lorsque le dey signe avec Tourville une nouvelle paix. La France est remise en possession pour cent ans du Bastion de France des Lenche, ainsi que de La Calle, du cap Rose, de Bône, de Bougie et d'autres lieux.
La situation instable du XVIIe siècle a mis fin à la prospérité du bastion de France. Il aura été prospère de 1550 à 1600 et aura permis la formidable élévation sociale d'une famille corse, les Lenche, devenu des notables de Marseille. La ville conserve encore aujourd'hui une place à leur nom, la place de Lenche.

## Galerie

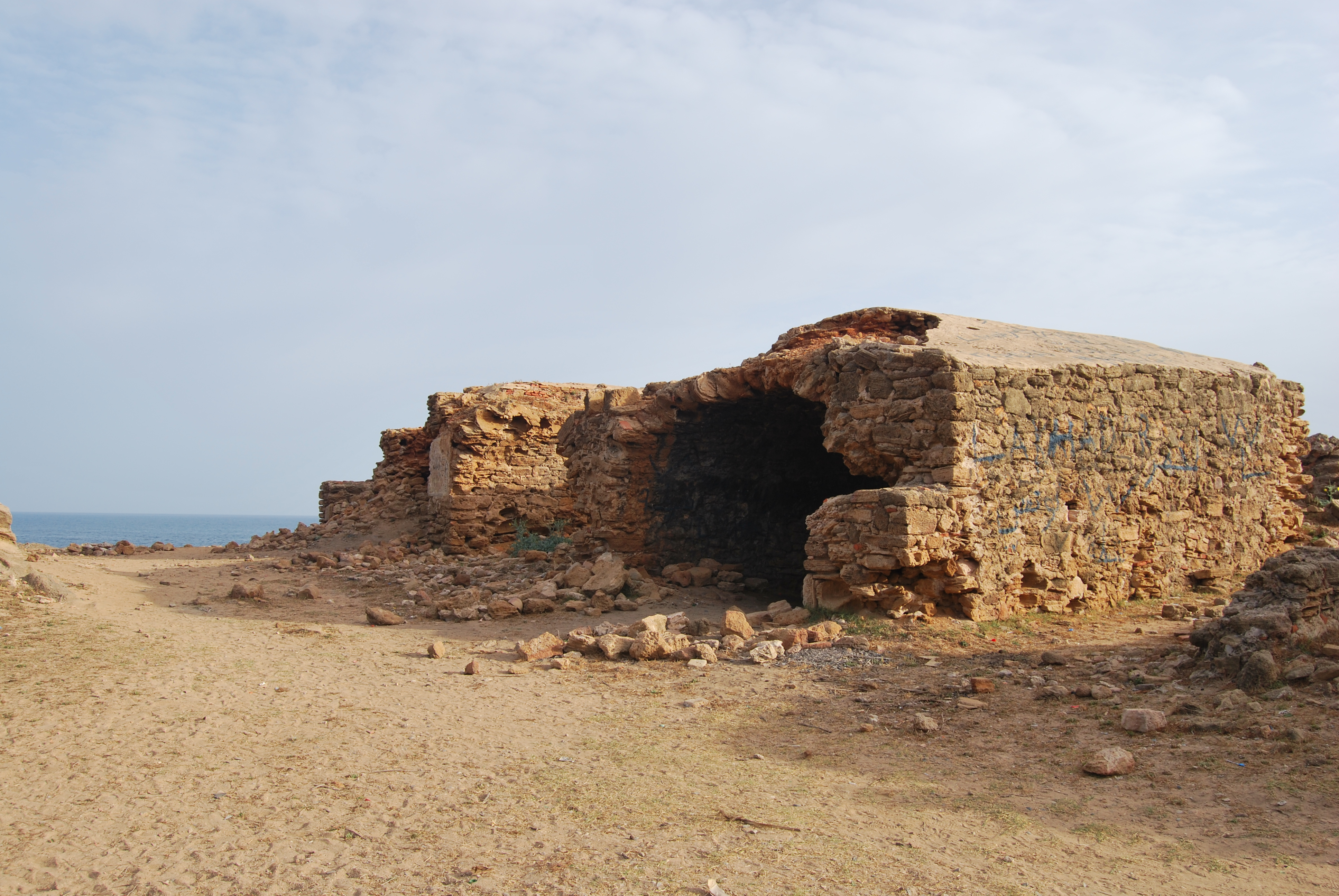
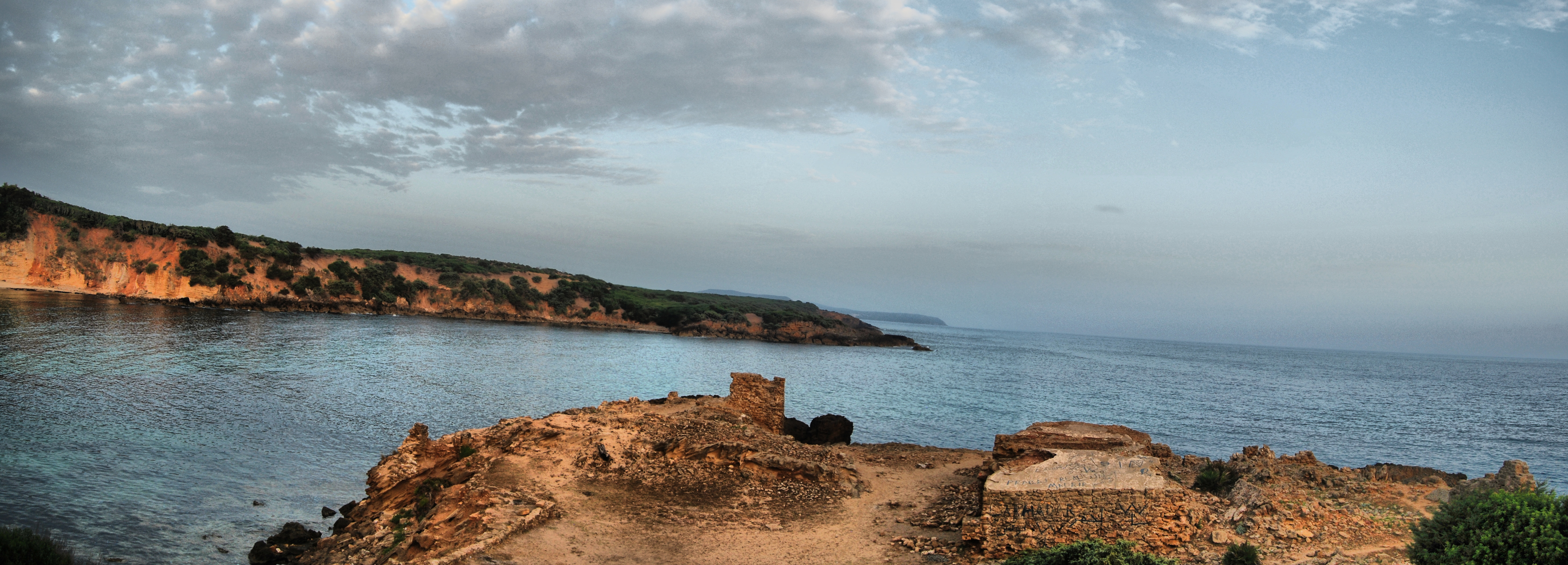
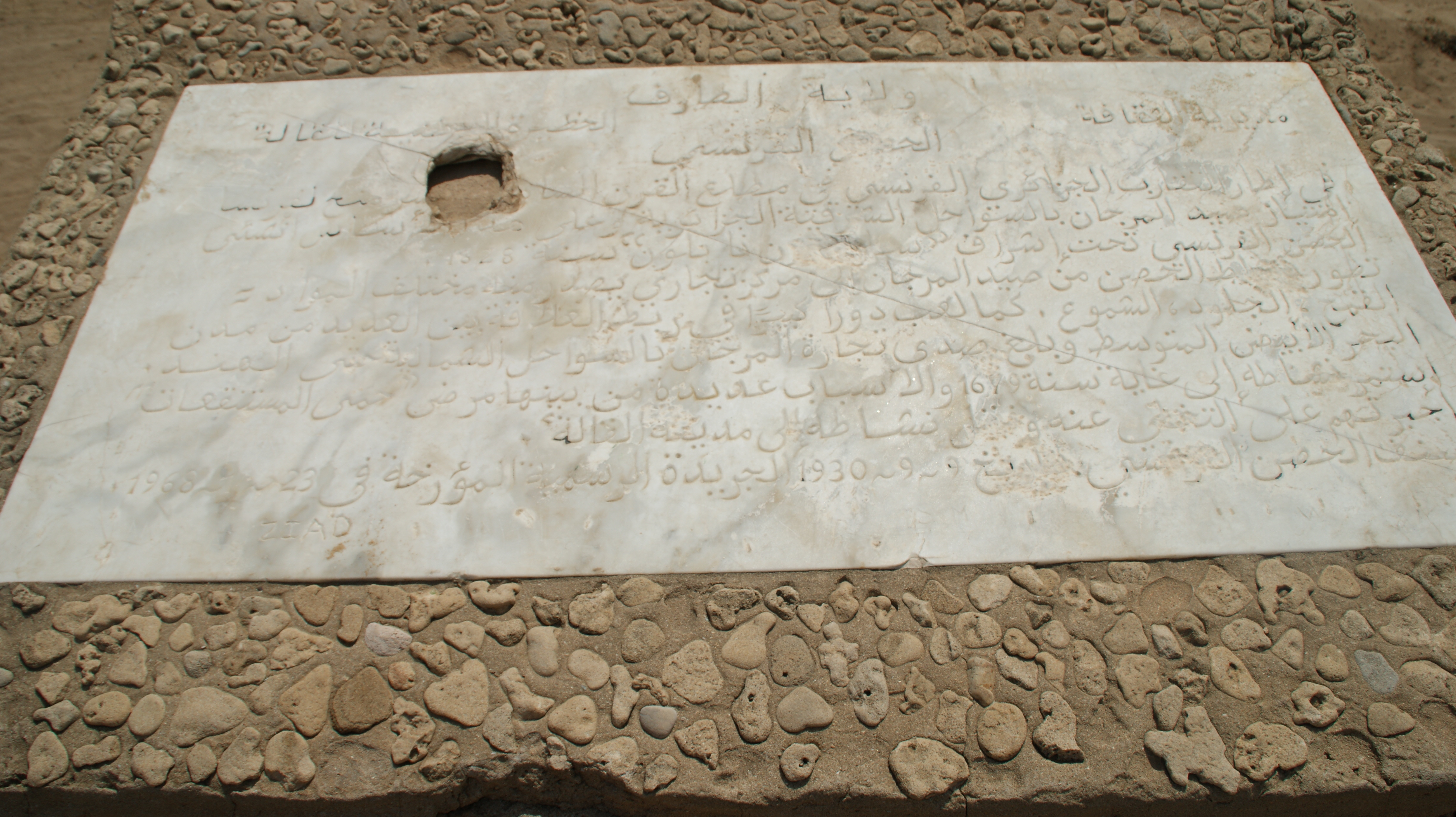
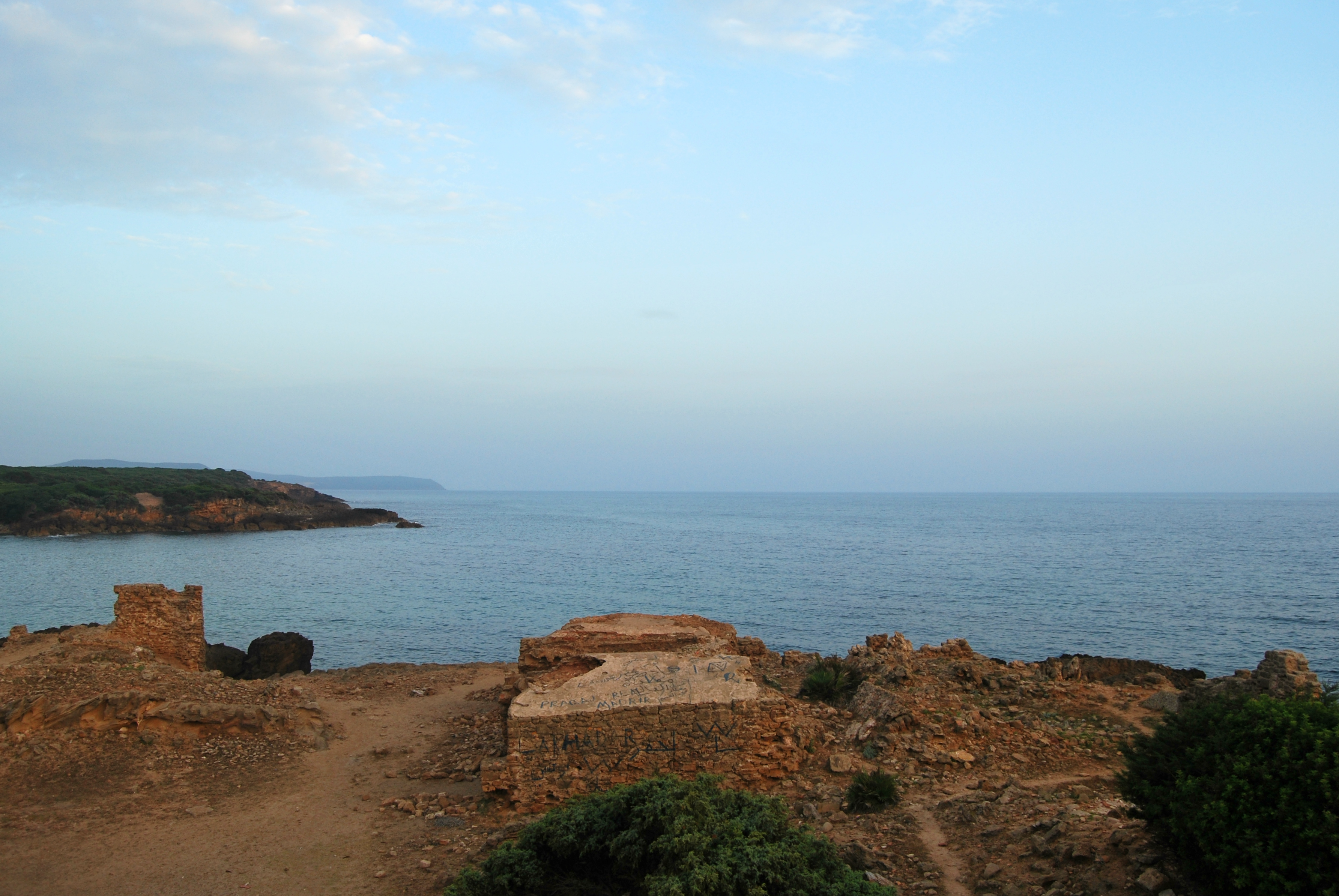